# Theridion pinguiculum
Theridion pinguiculum är en spindelart som beskrevs av Simon 1909. Theridion pinguiculum ingår i släktet Theridion och familjen klotspindlar.
Artens utbredningsområde är Vietnam. Inga underarter finns listade i Catalogue of Life.